# Helmut Bellingrodt
Helmut Bellingrodt (Barranquilla, 10 giugno 1949) è un ex tiratore a segno colombiano.

## Palmarès

### Olimpiadi
- 2 medaglie:
  - 2 argenti (Monaco di Baviera 1972 nei 50 metri bersaglio mobile; Los Angeles 1984 nei 50 metri bersaglio mobile)